# Фіроз-Шах-Котла

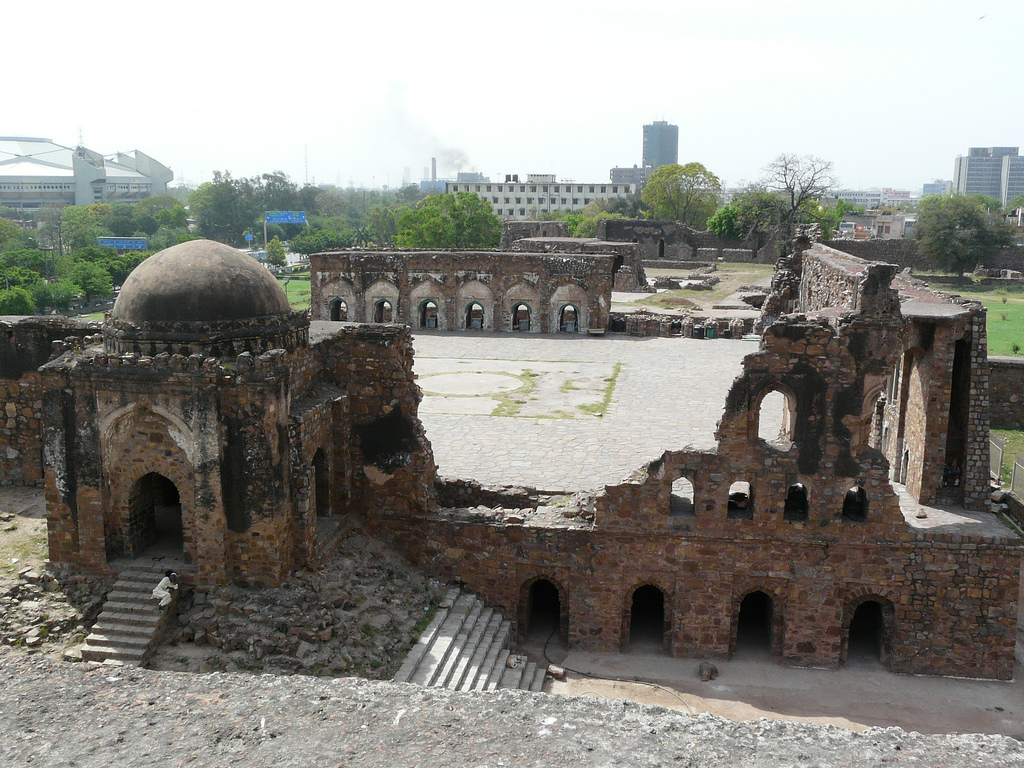
Руїни фортеці Фіроз-Шах-Котла

28°38′06″ пн. ш. 77°14′34″ сх. д. / 28.634963° пн. ш. 77.2426934° сх. д.
Фірозабад (гінді फ़ीरोज़ाबाद, англ. Firozabad), Фіроз-Шах-Котла (гінді फ़िरोज़ शाह कोटला, англ. Firoz Shah Kotla) або Котла Фіроз Шаха — стародавнє місто, засноване в 1354 делійським султаном Фіроз Шахом з династії Туґхлак на західному березі Ямуни на території сучасної Національної столичної території Делі, одне з Семи міст Делі. Зазвичай назва «Фірозібад» посилається на стародавнє місто (хоча також існує сучасне місто Фірозабад, також засноване Фіроз Шахом), а назва Фіроз-Шах-Котла, Фероз-Шах-Котла або Фіраз-Шах-Котла посилається на руїни міста в сучасному стані. Також назва Фероз-Шах-Котла часто посилається на крикетний стадіон, збудований британцями в 1883, розташований на околиці колишнього міста.
Місто заклало основи пізнішої могольської архітектури. Укріплене місто мало розміри 800 x 400 м та було оточене високими кам'яними стінами. До наших днів збереглися лише фрагментовані свідоцтва колишньої архітектури. Головний вхід розташований на західній стороні фортеці, поруч з них — казарми. Уздовж річки були розташовані приватні палаци, гареми і мечеті, поділені на окремі квартали. У кожному з них були різноманітні прикраси, зокрема сади, басейни, фонтани, райони для прислуги та солдатів.